# Chris Massie
Christopher "Chris" Massie, född 10 september 1977 i Houston i Texas, är en amerikansk professionell basketspelare som sedan 2016 spelar för Juventud Sionista i Liga Nacional de Básquet.
Under studietiden spelade Massie för Oxnard College och University of Memphis.